# بوگگی
بوگگی (به انگلیسی: Boggie) (زاده ۳۰ نوامبر ۱۹۸۶) خواننده مجارستانی است.
او در مسابقه آواز یوروویژن ۲۰۱۵ نماینده مجارستان بود.